# Ľubochnianska dolina
Ľubochnianska dolina (česky Ľubochňanské údolí) je nejdelší údolí Velké Fatry. Měří asi 25 km. Začíná poblíž obce Ľubochňa kde se stýká s údolím Váhu, dále se táhne k jihu, přičemž odděluje liptovský a turčanský hřeben pohoří. Končí úbočím Ploské a Čierného kamene. Údolím protéká říčka Ľubochnianka.

## Charakteristika
V údolí se nachází 11 jeskyní. Největší z nich je Jaskyňa v Čertovej skale s délkou 28 m a s krasovou výzdobou. Druhou nejdelší je Previs v Čertovej skale o délce 11 m. Za lokalitou Huty se nacházejí pozůstatky štol (lokalita Vyšné a Nižné Rudné), kde se těžila železná ruda.
Údolí je téměř neobydlené a zalesněné, vyskytuje se zde vysoká zvěř i šelmy (medvěd hnědý a rys ostrovid). V letech 1904 až 1966 údolím vedla elektrifikovaná úzkorozchodná železnice, jejíž odbočky zasahovaly i do některých bočních údolí. Jednalo se o železnici napájenou vodní elektrárnou na potoku Ľubochnianka v dolní části údolí. Po roce 1965 byla železnice zrušena, elektrárna na potoku ovšem stále existuje, ačkoli už ztratila svůj původní význam. Dnes tudy vede asfaltová silnice, která je však uzavřená pro veřejnost.

## Značené trasy
- Horáreň Blatná – Ľubochnianska dolina – Močidlo – Sedlo pod Čiernym kameňom – dolina Malá Turecká – Liptovské Revúce (12,7 km)
- Horáreň Blatná – Blatná dolina – Malá Smrekovica (6,3 km, převýšení 730 m)
- Raková – Kľak (3,8 km, převýšení 834 m)
- Močidlo – Chata pod Borišovom – Borišov (4,6 km, převýšení 525 m)

Cesta z obce Ľubochňa, po níž je údolí pojmenováno, k horárni Blatná činí 14,8 km, s převýšenínm 280 metrů. V trase je vyznačena cyklostezka.